# Roma (1940)
Roma – włoski pancernik z okresu II wojny światowej, zatopiony 9 września 1943 roku przez lotnictwo niemieckie.

## Historia budowy
W 1936 roku Włochy, realizując dążenia do uzyskania mocarstwowej pozycji w basenie Morza Śródziemnego, odstąpiły od regulacji w dziedzinie zbrojeń morskich, nie podpisując drugiego traktatu londyńskiego. Umożliwiło to rozpoczęcie budowy nowych dużych okrętów w celu powiększenia potencjału uderzeniowego Regia Marina.
Stępkę pod budowę pancernika „Roma”, trzeciej jednostki typu Littorio (zwanego także typem Vittorio Veneto), położono w stoczni Cantieri Riuniti dell’Adriatico (C.R.D.A.) w Monfalcone koło Triestu 18 września 1938 roku. W porównaniu z pierwszą parą pancerników („Littorio” i „Vittorio Veneto”) dwa nowo rozpoczęte okręty (drugim był nieukończony „Impero” budowany w stoczni Ansaldo w Genui) miały powiększoną o niemal 3 metry długość całkowitą i co za tym idzie wyporność standardową większą o 426 ton.
Wodowanie okrętu nastąpiło 9 czerwca 1940 roku. Otrzymał on nazwę „Roma” (czyli Rzym), tradycyjną we włoskiej marynarce wojennej. Prace wykończeniowe na pancerniku trwały do 14 czerwca 1942 roku i w tym dniu wszedł on do służby w Regia Marina.

## Działalność operacyjna
W efekcie opanowania w 1942 roku przez aliantów francuskiej części Afryki Północnej i odrzucenia wojsk Osi poza granice Libii po ofensywie marszałka Montgomerego sytuacja Regia Marina stała się bardzo trudna. Brak paliwa i ciągłe bombardowania włoskich baz morskich spowodowały wycofanie dużych okrętów do portów północnych Włoch i praktyczne ich unieruchomienie. Stąd też nowo pozyskany pancernik „Roma” nie miał okazji wziąć udziału w akcji bojowej. Odniósł za to uszkodzenia po trafieniu bombą lotniczą podczas nalotu na La Spezia 5 czerwca 1943 roku.
10 lipca 1943 roku Alianci rozpoczęli operację desantową na Sycylii. W efekcie klęsk militarnych 25 lipca 1943 roku od władzy został odsunięty Benito Mussolini, zaś nowy rząd marszałka Pietro Badoglio rozpoczął tajne rozmowy na temat zawieszenia broni. Tajny układ zawarto 3 września, ogłoszono zaś wieczorem 8 września 1943 roku. Czwarta klauzula traktatu nakazywała okrętom Regia Marina natychmiastowe przejście do portu na Malcie. Okręty bazujące dotychczas w La Spezia wyruszyły w rejs nad ranem 9 września. Zespołem dowodził admirał Carlo Bergamini, który wybrał najnowszy pancernik „Roma” jako swój okręt flagowy.
Kontrakcja strony niemieckiej, niezamierzającej dopuścić do przejęcia włoskich okrętów przez Sprzymierzonych, nastąpiła po południu 9 września, gdy zespół admirała Bergaminiego znalazł się na wysokości wysepki Asinara w pobliżu Sardynii. Pierwszy nalot, bezskuteczny, Luftwaffe przeprowadziła o godzinie 15.10. Kolejny, prowadzony przez samoloty Dornier Do 217 z jednostki III/KG 100, bazującej w Istres we Francji, nastąpił około godziny 15.50. Piloci tej jednostki specjalizowali się w atakach na cele morskie, a ich maszyny przystosowane były do przenoszenia bomb kierowanych Fritz X. O godzinie 15.52 jedna z bomb kierowanych o wagomiarze 1400 kg trafiła w śródokręcie pancernika „Roma”. Trzy minuty później okręt otrzymał kolejne trafienie. Wybuchł pożar, który spowodował z kolei eksplozję komór amunicyjnych i przełamanie jednostki, która ostatecznie zatonęła o godzinie 16.11. Wraz z okrętem zginęło 1326 osób z załogi liczącej 1948 oficerów i marynarzy, w tym admirał Bergamini z całym sztabem. Pozostałe 622 osoby zostały uratowane przez okręty eskorty. Pancernik leży na głębokości 5000 m 16 mil na północ od Castelsardo.